# Comuna Podu Turcului, Bacău
Podu Turcului (în maghiară Törökpadja) este o comună în județul Bacău, Moldova, România, formată din satele Bălănești, Căbești, Fichitești, Giurgioana, Hanța, Lehancea, Plopu, Podu Turcului (reședința), Răcușana și Sârbi.

## Așezare
Comuna se află în extremitatea sud-estică a județului, la limita cu județele Vaslui și Vrancea, în colinele Tutovei, pe malurile râurilor Zeletin (care trece pe lângă localitatea de reședință, în vestul comunei) și Pereschiv (care trece pe lângă Căbești, în est). Este traversată de șoseaua națională DN11A, care leagă Adjudul de Bârlad. La Podu Turcului, acest drum se intersectează cu șoseaua județeană DJ241, care o leagă spre nord de Glăvănești, Motoșeni, Răchitoasa, Colonești și Izvoru Berheciului și spre sud în județul Vrancea de Boghești și Tănăsoaia și mai departe în județul Galați de Gohor (unde se termină în DN24). Din acest DJ241, tot la Podu Turcului se ramifică șoseaua județeană DJ206F, care duce spre nord-vest la Dealu Morii.

## Demografie
Componența etnică a comunei Podu Turcului
     Români (91,13%)
     Alte etnii (0,05%)
     Necunoscută (8,82%)
Componența confesională a comunei Podu Turcului
     Ortodocși (90,27%)
     Alte religii (0,39%)
     Necunoscută (9,34%)
Conform recensământului efectuat în 2021, populația comunei Podu Turcului se ridică la 4.306 locuitori, în scădere față de recensământul anterior din 2011, când fuseseră înregistrați 4.617 locuitori. Majoritatea locuitorilor sunt români (91,13%), iar pentru 8,82% nu se cunoaște apartenența etnică. Din punct de vedere confesional, majoritatea locuitorilor sunt ortodocși (90,27%), iar pentru 9,34% nu se cunoaște apartenența confesională.

## Politică și administrație
Comuna Podu Turcului este administrată de un primar și un consiliu local compus din 13 consilieri. Primarul, Gelu Cioravă[*], de la Partidul Social Democrat, este în funcție din 2012. Începând cu alegerile locale din 2024, consiliul local are următoarea componență pe partide politice:
|  | Partid                          | Consilieri | Componența Consiliului | Componența Consiliului | Componența Consiliului | Componența Consiliului | Componența Consiliului | Componența Consiliului |
|  | ------------------------------- | ---------- | ---------------------- | ---------------------- | ---------------------- | ---------------------- | ---------------------- | ---------------------- |
|  | Partidul Social Democrat        | 6          |                        |                        |                        |                        |                        |                        |
|  | Alianța Dreapta Unită           | 3          |                        |                        |                        |                        |                        |                        |
|  | Partidul Național Liberal       | 3          |                        |                        |                        |                        |                        |                        |
|  | Alianța pentru Unirea Românilor | 1          |                        |                        |                        |                        |                        |                        |

## Istorie
La sfârșitul secolului al XIX-lea, comuna era reședința plășii Zeletin a județului Tecuci și era formată din târgul Podu Turcului și satul Dămăcușa, cu o populație de 1973 de locuitori ce trăiau în 940 de case. În comună erau o biserică zidită în 1830 și o școală cu 103 elevi deschisă în 1868. La acea vreme, pe teritoriul actual al comunei mai funcționau și comunele Giorgioana (în aceeași plasă) și Căbești (în plasa Pereschivul a județului Tutova). Comuna Giorgioana era formată din satele Bălănești, Dânceni, Giurgioana, Hanța, Lehacea, Plăcințeni, Răcușana și Sârbi, având în total 2000 de locuitori. Aici existau trei biserici (la Lehacea, Giurgioana și Sârbi) și două școli mixte (una cu 48 de elevi deschisă în 1870 la Bălănești, și una cu 35 de elevi deschisă în 1891 la Sârbi). Comuna Căbești era compusă din satele Căbești, Sighea și Plopu, având în total 1532 de locuitori ce trăiau în 426 de case. Erau și aici trei biserici și o școală primară de băieți.
Anuarul Socec din 1925 consemnează comuna Căbești în aceeași plasă, având aceeași alcătuire și 1739 de locuitori. Comuna Podu Turcului era reședința plășii Podu Turcului din județul Tecuci și avea aceeași compoziție și o populație de 2502 locuitori; comuna Giurgioana făcea și ea parte din plasa Podu Turcului și avea 1860 de locuitori în aceleași sate. Comuna Giurgioana a fost desființată în 1931, satele ei fiind arondate comunei Boghești, cu excepția satului Dânceni care a trecut la comuna Podu Turcului.
În 1950, comuna Podu Turcului a fost arondată raionului Răchitoasa din regiunea Putna, apoi (după 1952) din regiunea Bârlad și (după 1956) din regiunea Bacău. Comuna Căbești a făcut în acea perioadă parte din raionul Bârlad al regiuni Bârlad și (după 1952) din regiunea Iași. În 1968, ambele comune au trecut la județul Bacău, iar comuna Căbești a fost desființată, satele ei trecând la comuna Podu Turcului, care a preluat și satele fostei comune Giurgioana; tot atunci, au fost desființate satele Sighea (comasat cu Căbești) și Dânceni (comasat cu Podu Turcului), iar de asemenea, comunei Podu Turcului i-a fost alipit și satul Fichitești, care până atunci era parte a comunei Coroiești din județul Vaslui.

## Monumente istorice

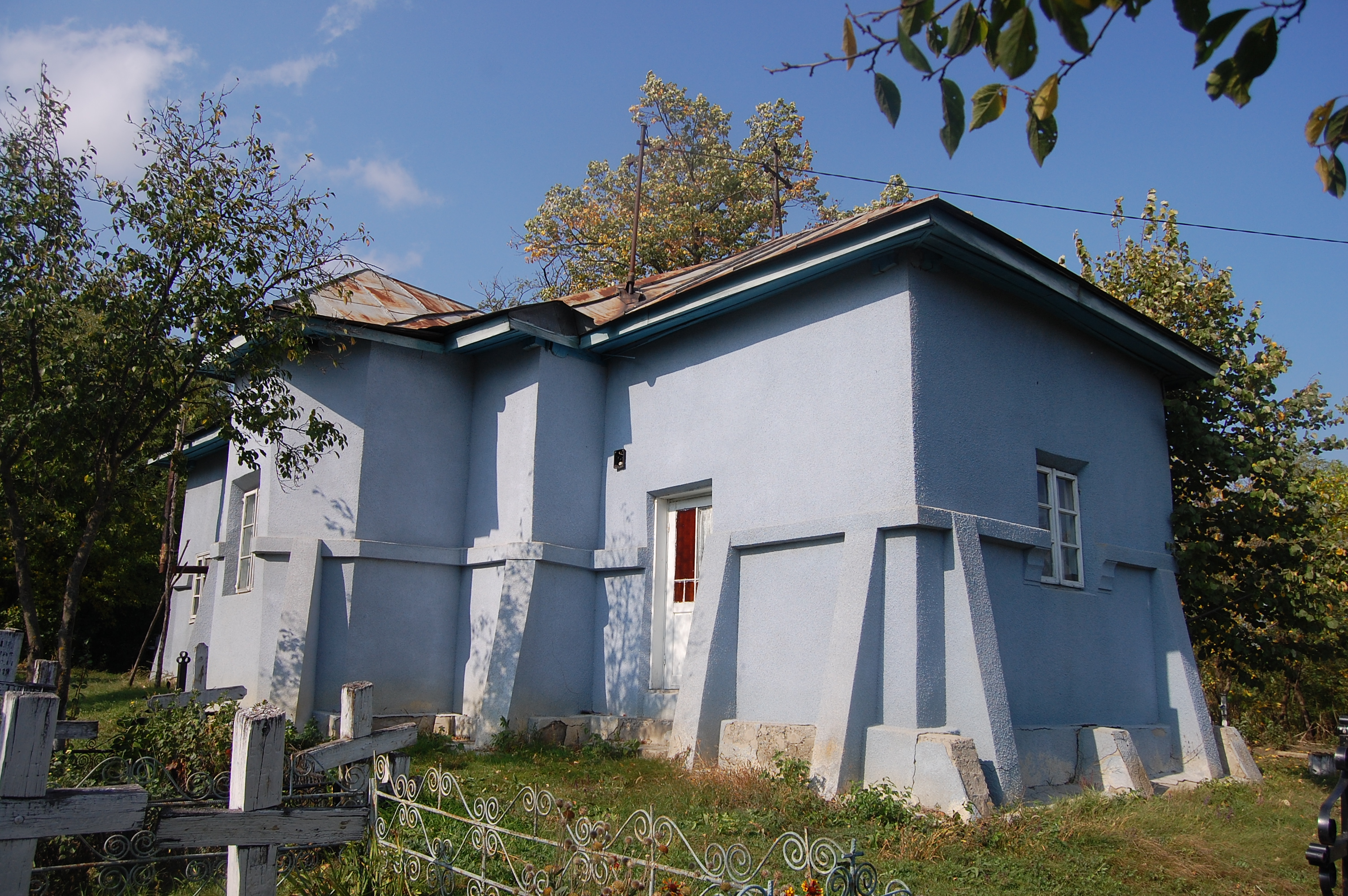
Biserica „Sf. Gheorghe” din Fichitești, monument istoric de arhitectură de interes local din comuna Podu Turcului

Trei obiective din comuna Podu Turcului sunt incluse în lista monumentelor istorice din județul Bacău ca monumente de interes local. Unul dintre ele este un sit arheologic — așezarea din Epoca Bronzului târziu de la „Râpa Bujorii” (în marginea de nord a satului Căbești). Celelalte două sunt clasificate ca monumente de arhitectură — biserica de lemn „Sfântul Gheorghe” (1813) din satul Fichitești și biserica „Sfântul Ilie” (1834) din satul Podu Turcului.

## Personalități născute aici
- Ioan Dimoftache Mușat (1898 - 1983), scriitor;
- Sorana Țopa (1898 - 1986), actriță;
- Avram Goldstein-Goren (1905 - 2005), bancher evreu;
- Lucian Vasilache (n. 1954), handbalist;
- Vasile Dorel Năstase (n. 1962), canotor;
- Vasile Măstăcan (n. 1968), canotor;
- Crina Pintea (n. 1990), handbalistă.